# Abies magnifica
Abies magnifica, el abeto rojo de California o, simplemente, abeto rojo, es una especie de conífera, nativa de las montañas sudoccidentales de Oregón y California en Estados Unidos. 

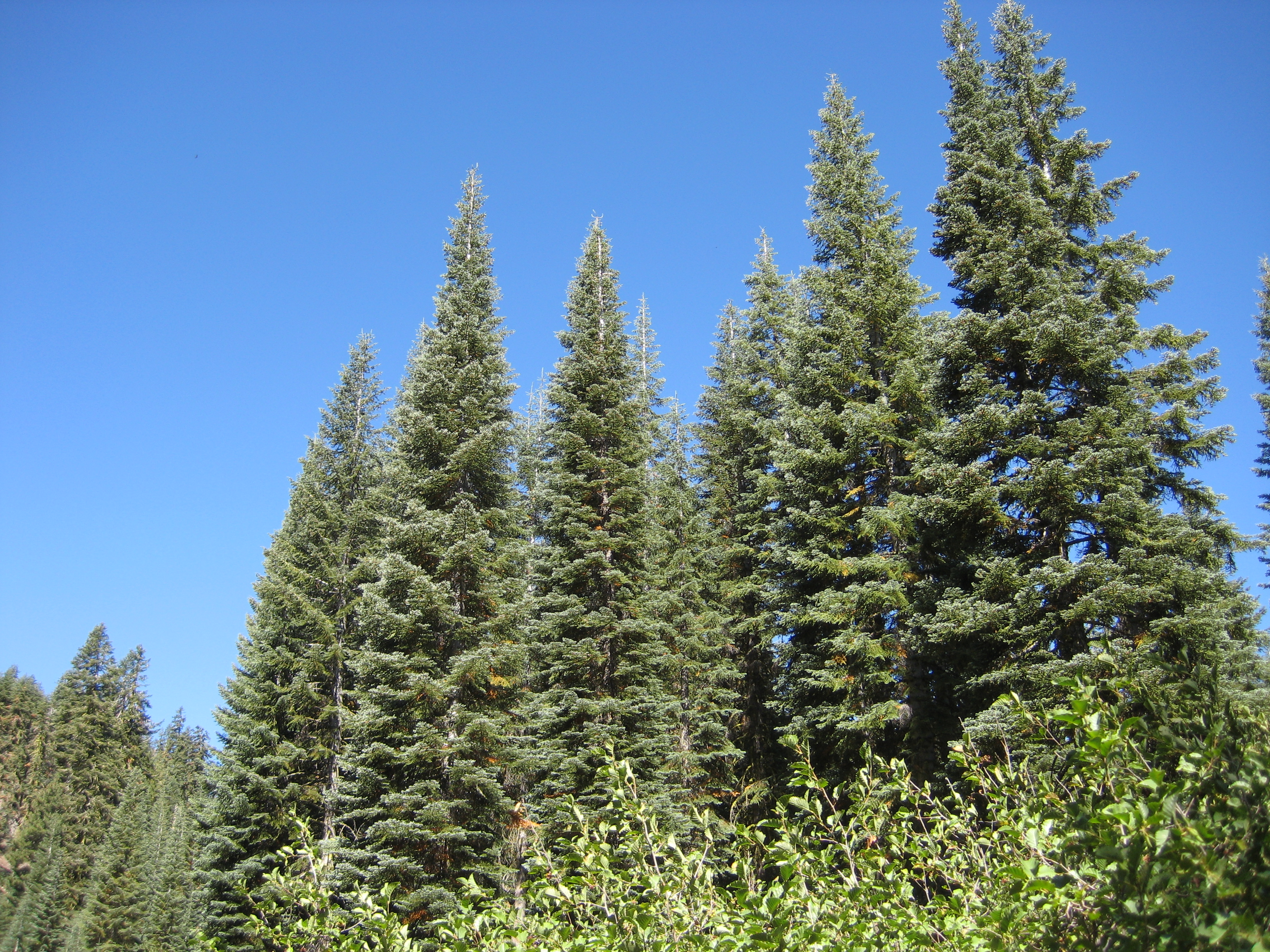
Vista de la planta

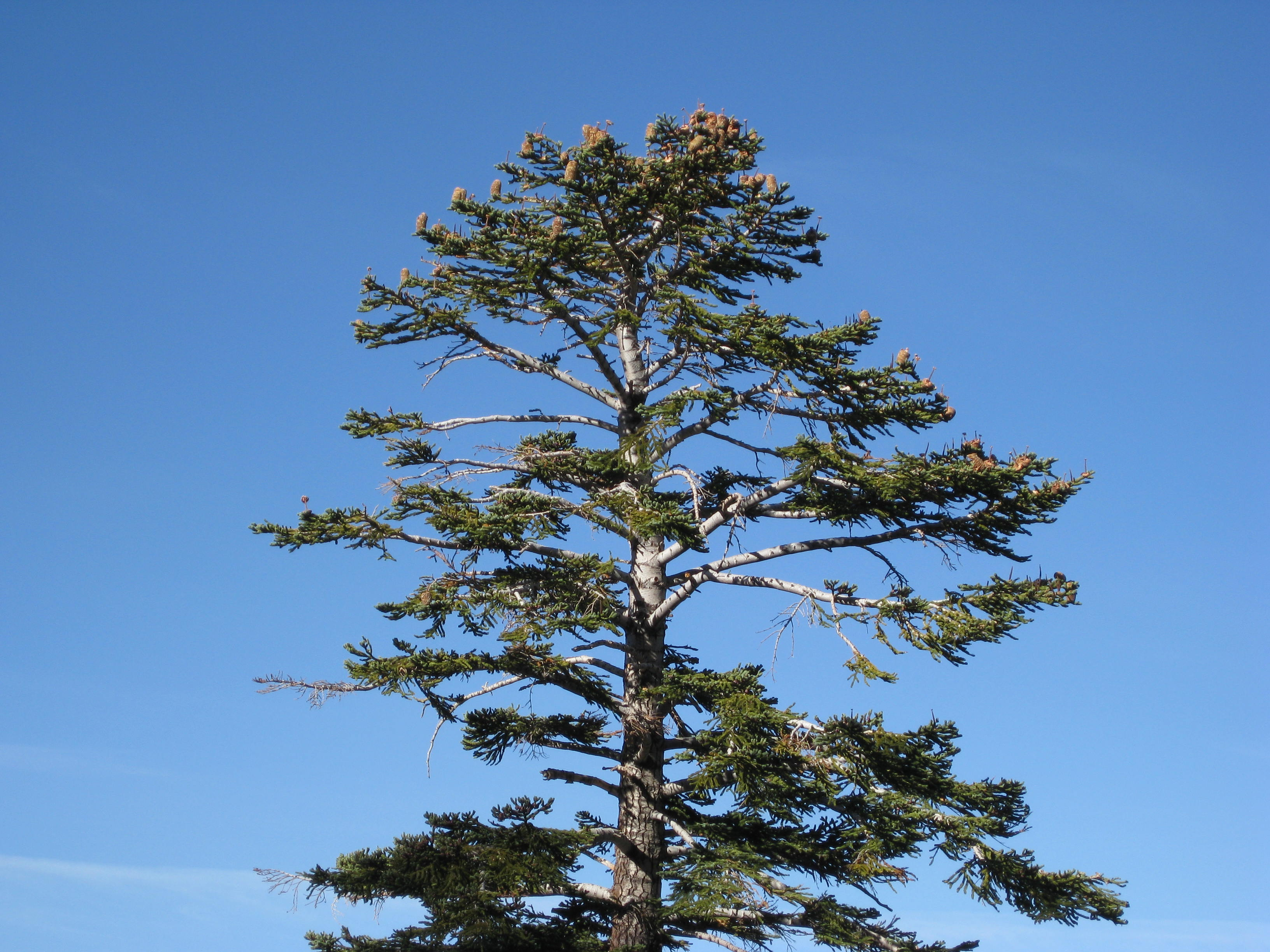
Vista del árbol

## Descripción
Es un gran árbol perenne que puede alcanzar los 40-60 m de altura (raramente llega a los 76 m) y su tronco los 2 m de diámetro, (raramente 3 m), con estrecha copa cónica. La corteza de los árboles jóvenes es suave, gris y surcada de burbujas de resina, tornándose con la edad de color anaranjado rojiza, rugosa y con fisuras. Las hojas, en forma de aguja y terminadas en una punta aguda, miden de 2 a 3,5 cm de longitud, son glaucas y de color azul verdoso con marcados estomas. Se disponen en espiral a lo largo de los tallos, pero ligeramente giradas en forma de "S" hasta formar una curva inclinada hacia arriba en el ápice del brote. Las piñas son erectas de 9-21 cm de longitud de color amarillo verdoso (ocasionalmente púrpuras), tornándose marrones antes de deshacerse en otoño para liberar las semillas aladas.

## Hábitat
Es un árbol de grandes altitudes, típicamente se desarrolla a 1400-2700 m s. n. m., aunque raramente alcanza la línea arbolada. El nombre común "abeto rojo" deriva del color de la corteza en los árboles viejos.

## Variedades
Hay dos, tal vez tres, variwdades: 
- Abies magnifica var. magnifica, (Abeto rojo) con piñas de 14-21 cm. con bráctea de piña pequeñas, no visibles en las piñas cerradas. La mayor parte de ejemplares viven en la Sierra Nevada americana.
- Abies magnifica var. shastensis, (Abeto rojo Shasta) con piñas de tamaño similar y escamas de piña más largas y visibles en piñas cerradas. La especie más norteña se asienta en el sudoeste de Oregón y Shasta, Siskiyou y el condado de Trinidad en el noroeste de California.
- A. magnifica en las laderas orientales dels suroeste de Sierra Nevada, podría considerarse una tercera variedad todavía en vías de consideración como tal. Tiene las brácteas del cono también largas y las piñas son bastante más pequeñas (9-15 cm).

El abeto rojo (Abies magnifica var. magnifica) es una especia muy próxima al abeto noble (Abies procera), al que reemplaza en las zonas al norte de la Cordillera de las Cascadas. Tienen hojas muy diferentes entre sí: el abeto noble posee una muesca acanalada en la parte superior de la aguja foliar, que el Abeto rojo no tiene. El abeto rojo, además, tiene las hojas menos compactadas, con el brote de corteza entre las hojas bien visible, mientras que en el Abeto noble queda más oculto. Muchos botánicos sostienen que Abies magnifica var. shastensis es un híbrido entre el abeto rojo y el abeto noble.

## Taxonomía
Abies magnifica fue descrita por A.Murray y publicado en Proceedings of the Royal Horticultural Society of London 3: 318. 1863.
Etimología
Abies: nombre genérico que viene del nombre latino de Abies alba.
magnifica: epíteto latino que significa "magnifica".
Sinonimia
- Abies amabilis var. magnifica (A.Murray bis) Lavallée
- Abies campylocarpa A.Murray bis
- Abies nobilis var. magnifica (A.Murray bis) Kellogg
- Picea magnifica (A.Murray bis) Gordon
- Pinus campylocarpa (A.Murray bis) Voss
- Pinus magnifica (A.Murray bis) W.R.McNab
- Pinus nobilis var. magnifica (A.Murray bis) Voss
- Pseudotsuga magnifica (A.Murray bis) W.R.McNab[6][7]